# Caryocolum amaurella
Caryocolum amaurella — вид лускокрилих комах з родини виїмчастокрилі молі (Gelechiidae).

## Поширення
Вид поширений у Європі і Туреччині. Населяє сухі луки та пасовища від низинних місцевостей до приблизно 2200 метрів в Альпах.

## Опис
Довжина передніх крил 5–6 мм. Передні крила чорнуваті, з розсіяними білими та коричневими лусочками, особливо вздовж спинного краю та по першій чверті та посередині.

## Спосіб життя
Метелики літають з кінця червня до кінця вересня. Личинки годуються на Viscaria vulgaris. Спочатку вони харчуються між кінцевими пагонами, але пізніше живляться всередині стебла.